# Parachlorota uhligi
Parachlorota uhligi är en skalbaggsart som beskrevs av Soula 2002. Parachlorota uhligi ingår i släktet Parachlorota och familjen Rutelidae. Inga underarter finns listade i Catalogue of Life.